# Mundare
Mundare es un pueblo canadiense situado en la provincia de Alberta.

## Superficie
Mundare tiene una superficie de 4,12 km².

## Demografía
En 2021, tenía 689 habitantes, una densidad poblacional de 167,3 hab./km², y 352 viviendas.